# Seguro
Seguro (Segur in dialetto milanese, AFI: [seˈɡyːr]) è una frazione del comune di Settimo Milanese in provincia di Milano, posta a sud del centro abitato, verso Muggiano.
I suoi abitanti sono chiamati segurini o seguresi. La frazione è costeggiata a est dalla Tangenziale Ovest di Milano.

## Storia
Fu un antico comune del Milanese.
Fin dal 1604 Seguro fu sede di parrocchia. In base al censimento voluto nel 1771 dall'imperatrice Maria Teresa, Seguro contava 365 abitanti. Alla proclamazione del Regno d'Italia nel 1805 risultava avere 216 abitanti, essendosi quindi spopolata. Nel 1809 Seguro fu soppressa con regio decreto di Napoleone Bonaparte e annessa a Baggio, ma nel 1811 fu spostata d'imperio sotto l'amministrazione comunale di Settimo. Il Comune di Seguro fu ripristinato con il ritorno degli austriaci, che tuttavia tornarono sui loro passi nel 1841, stabilendo la definitiva unione comunale con Settimo.

## Monumenti e luoghi d’interesse

### Architetture religiose
La Chiesa di San Giorgio era sede di una parrocchia pluri-centenaria.